# رايس حميدو بن علي
الرايس حميدو بن علي  جزائري الأصل، كان أبوه خياطًا. عشق البحر وتوجه إليه من صغره حيث التحق بالبحرية الجزائرية وعمره لم يتجاوز 13 سنة حتى رقي ووصل إلي رتبة «أمير للبحر»، وكان لصعوده هذا وتسيده على إمارة البحرية الجزائرية يتزامن مع قيام الثورة الفرنسية ومجيء نابليون للحكم.
وقد استطاع «حميدو» أن يستولي علي واحدة من أكبر القطع البحرية للأسطول البرتغالي وأطلق عليها (البرتغالية) ثم أضاف إليها سفينة أمريكية أسماها (الميريكانا)، وأرسل إليه الرئيس الأمريكي بعض سفن لتأديبه، ونشبت معركة كبرى مات خلالها، وانتهت بموته أسطورة بحرية كبري. وصفه «إسماعيل سرهنك باشا» في كتابه «حقائق الأخبار عن دول البحار» بأنه كان على جانب من الجرأة والإقدام حتى أن كثيرا من العائلات الاسبانية كانت تخوف أولادها بذكر أسمه.

## نبذة عن الرايس حميدو
الرايس حميدو بن علي كان من كبار البحارة المشهورين في زمانه وهو «جزائري الأصل»،كان أبوه خياط، عشق البحر وتوجه إليه منذ صغره وترقى من بحّار إلى ضابط ثم إلى أمير للبحر، ولم يكن البحارة الجزائريون قراصنة كما أطلق عليهم الأوربيون، ولكنهم كانوا إضطرو بعد سقوط دولة الأمويين الأندلس في إسبانيا للجهاد من أجل حماية شواطئهم ومدنهم وحجاجهم وتجارهم من القرصنة الأوربية بمرور الوقت تحولت لحرفة بكل قوانينها وشروطها، وقد كان تسلط السفن الإسبانية والبرتغالية وحصارهم لشواطئ الجزائر هو الذي دفع بالأهالي إلى أن يطلبوا العون من خير الدين بربروس عام 1515، ولم يرد الأساطيل المسيحية فقط، ولكنه حاصر الشواطئ الإيطاية والبرتغالية، وفي عام 1529 كان خيرالدين بربروس، أو ذو اللحية الحمراء أميرا للبحار في الجزائر يفرض سيطرته على مدخل البحر الأبيض ومن أشهر السفن الحربية الجزائرية وقتها «رعب البحار»، «مفتاح الجهاد»، «المحروسة» وغيرها، أين تمكن هذا الأسطول من الوصول بعملياته إلى اسكتلندا والمحيط الأطلسي.
وكان صعود «الرايس حميدو» وتسيده على إمارة البحرية الجزائرية في بداية القرن التاسع عشر يتوافق مع قيام الثورة الفرنسية ومجيء نابليون للحكم، وقد استطاع أن يستولي على واحدة من أكبر سفن الأسطول البرتغالي وأطلق عليها (البرتغالية)، ثم أضاف إليها سفينة أمريكية هي (الميريكانا) إضافة إلى سفينته الخاصة كان أسطوله الخاص يتكون من هذه السفن الثلاث ومن أربعة وأربعين مدفعًا فرضت سيادتها على البحر لأكثر من ربع قرن، وكان وسيمًا وشجاعًا وكانت تتوفر له فرص كثيرة يعرف كيف يستغلها، فقد تصادف صعود نجمه مع الفوضى التي سادت في أعقاب الثورة الفرنسية، في 1776 كانت الولايات المتحدة الأمريكية قد وقعت على معاهدة مع الجزائر تدفع بموجبها أتاوة مقابل حماية وسلامة سفنها، وعندما جاء الرئيس جيفرسون إلى الحكم رفض الدفع، فأعلنت الجزائر الحرب على الولايات المتحدة الأمريكية وأصبحت السفن الأمريكية بمنزلة غنيمة ثمينة للبحارة الجزائريين. وأرسل الرئيس الأمريكي بعض سفنه الحربية لطلب إستفسارات من حاكم الجزائر. وصدفة التقى الرايس حميدو هذه السفن بالقرب من الشواطئ الإسبانية فنشبت «معركة كبرى» ولكن غير متكافئة. حيث كان «الرايس حميدو» يقود سفينة حربية واحدة فقط مقابل تسعة سفن حربية أمريكية، وعند بداية المعركة فإن الحظ لم يبتسم للرايس حميدو فأصابت قذيفة مدفع قوية سفينته «مفتاح الجهاد» استشهد على إثرها، يقال أنه قبل إستشهادة طلب من بحارته رميه في البحر في حال إستشهادة، وفي يوم 17 جوان سنة 1815 انتهت أسطورة بحرية كبرى، دافع عن شواطئ بلاده حتى الموت.

## الحرب مع أميركا

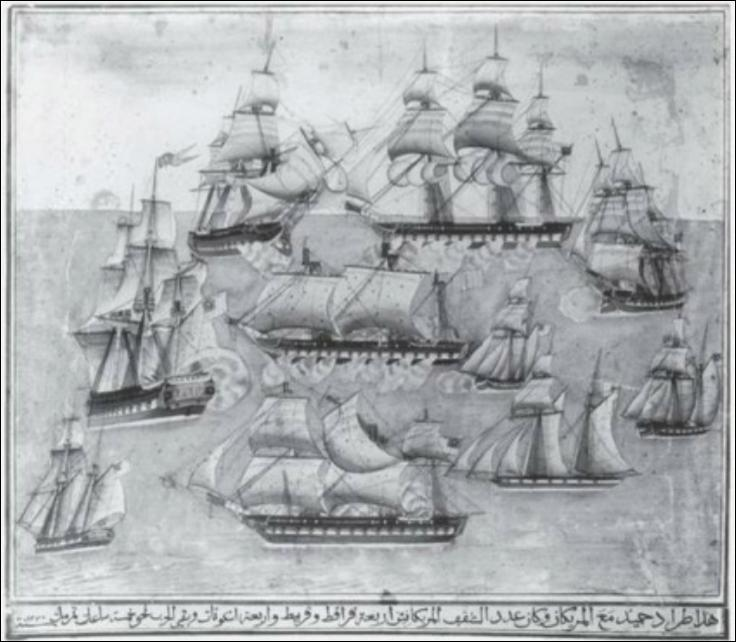
الأسطول الجزائري ضد الأسطول الأمريكي

عندما جاء «الرئيس جيفرسون»إلى الحكم رفض دفع الضريبة المقررة، لذا فقد قامت البحرية الجزائرية بالرد والاستيلاء على السفن الأميركية العابرة للبحر المتوسط، على اثر ذلك أرسلت الولايات المتحدة الأميركية قطعة بحرية إلى البحر المتوسط لأجل الانتقام للهجمات التي تعرضت لها سفنها في سنة 1812، وكانت هذه القطعة بقيادة (كومودور دوكاتور)، وكان من المهام المكلف بها هذا القائد إجبار الجزائريين على تقديم اعتذار للولايات المتحدة واسترجاع الأسرى الأميركيين وإنهاء دفع الضريبة المفروضة على السفن الأميركية في البحر المتوسط والسماح لها بحقوق الزيارة.

## وفاته
من أجل ذلك أرسل الرئيس الأميركي بعض سفنه للقضاء على «الرايس الكبير»، ونشبت معركة كبرى بين قطع الأسطول الأميركي تسانده بعض قطع الأسطول البرتغالي على قول بعض المصادر ضد الأسطول الجزائري، وبالرغم من تفوق السفن الجزائرية، فإن قذيفة مدفع قوية أصابت «الرايس حميدو» مما أدى إلى مصرعه، وكان ذلك في يوم (17 يونيو 1815)، وأمّ حاكم البلاد حينها الداي (عمر باشا) شخصيا صلاة الغائب التي أداها الجزائريون على روح بطلهم «الرايس حميدو»، وأعلن الحداد في كل أنحاء الجزائر لمدة ثلاثة أيام.

## تخليدا لذكرى أمير البحار الرايس حميدو

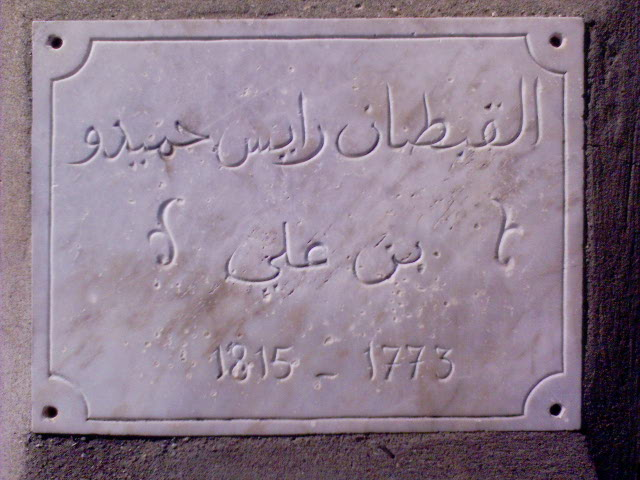
لوحة تذكارية للبطل "الريس حميدو بن علي" بالعاصمة الجزائرية

في قلب العاصمة الجزائرية، وتحديدا في «ساحة الشهداء» ينتصب تمثال شامخ لواحد من أشهر ربابنة البحر الجزائريين، إنه البطل «الريس حميدو بن علي»، أحد امهر رؤساء البحر الجزائريين، الذي فرض السيطرة الجزائرية على البحر المتوسط وأرغم الدول الأوروبية على دفع إتاوات وضرائب لضمان حق المرور في البحر المتوسط، ورغم أن «الريس حميدو» مشهور في تاريخ الجزائر، وهناك ضاحية في غرب العاصمة الجزائرية تحمل اسمه، إلا أن الكثيرين في العالم العربي يجهلون سيرة هذا الربان الجزائري الشجاع، وتقديرا لهذا المجاهد الكبير قام «السلاح البحري الجزائري» بإطلاق أسمه على إحدى الفرقاطات البحرية الهامة في القوات البحرية الجزائرية، والمسلحة بـ 16 صاروخ، ويسيرها 60 ضابطا وبحارا.
كانت الدول الأوربية تدفع اتاوات للجزائر في عهد رياس البحر، وأورد المؤرخ الفرنسي «ليون فالبير» قائمة بالمبالغ التي كانت تدفعها دول أوروبا إلى الجزائر لحماية سفنها في البحر المتوسط على النحو التالي:
- مملكة الصقليتين: تدفع مبلغ 44 ألف بياستير سنويا منها 24 ألفا نقدا والباقي في شكل بضائع.
- مملكة توسكانيا الإيطالية: تدفع 23 ألف بياستير كلما جددت قنصلها بالجزائر.
- مملكة سردينيا الايطالية: تدفع مبلغا كبيرا من المال كلما جددت قنصلها بالجزائر.
- البرتغال: تدفع مبلغ 44 ألف بياستير سنويا.
- إسبانيا: تدفع مبالغ مالية كلما جددت قنصلها.
- النمسا: تدفع هدايا دورية مباشرة وعن طريق الدولة العثمانية.
- إنجلترا: تدفع 600 جنيه إسترليني كلما جددت قنصلها.
- هولندا: تدفع 600 جنيه إسترليني.
- أمريكا: تدفع 600 جنيه إسترليني، ثم ارتفعت إلى 62 ألف دولار.
- مملكتا هانوفر وبريم الألمانيتان: تدفعان مبالغ مالية كبيرة كلما جددتا قناصلها.
- السويد والدانمارك: تدفعان مبالغ مالية كبيرة سنوية في شكل مواد حربية قيمتها 400 بياستير.